# Neuriegers
Neuriegers ist eine Ortschaft und eine Katastralgemeinde der Stadtgemeinde Raabs an der Thaya im Bezirk Waidhofen an der Thaya im niederösterreichischen Waldviertel mit 67 Einwohnern (Stand 1. Jänner 2024).

## Geografie
Das vom Riegersbach durchflossene Dorf liegt knapp südlich der Staatsgrenze zu Tschechien. Am 1. April 2020 umfasste die Ortschaft 37 Adressen.

## Geschichte
Im Jahr 1384 wurde in der Gegend der Ort Nieder-Riegers („Nidem Ruegers“) erwähnt, der aber nach den Hussitenkriegen nicht wieder besiedelt wurde. 1523 wurde hier ein noch nicht lokalisierter Riegershof erwähnt. Neuriegers entstand gegen Ende des 17. Jahrhunderts als Dorf der Herrschaft Piesling, die dem kaiserlichen General 
Donat Heißler von Heitersheim gehörte, der sich in der Zweiten Wiener Türkenbelagerung verdient gemacht hatte. Er errichtete hier Bauernhöfe, die er gegen Ratenzahlung verkaufte. Sein Sohn errichtete weitere Höfe, bis er das gesamte Dorf im Jahr 1718 an die in Drosendorf sitzenden Grafen Lamberg verkaufte.
Im Jahr 1822 wurde der Ort als Dorf mit 21 Häusern genannt, das nach Weikertschlag eingepfarrt war, wohin auch die Kinder eingeschult wurden. Die Herrschaft Drosendorf besaß die Ortsobrigkeit, übte die Landgerichtsbarkeit aus, besorgte die Konskription und hatte die Grundherrschaft inne.
Laut Adressbuch von Österreich waren im Jahr 1938 in Neuriegers ein Gastwirt und ein Schmied ansässig. Nach 1850 bildeten die Dörfer Unterpertholz, Ziernreith und Neuriegers gemeinsam mit Niklasberg eine Gemeinde, die im Rahmen der Niederösterreichischen Kommunalstrukturverbesserung per 1. Jänner 1971 der Stadtgemeinde Raabs an der Thaya beitrat.

## Siedlungsentwicklung
Zum Jahreswechsel 1979/1980 befanden sich in der Katastralgemeinde Neuriegers insgesamt 39 Bauflächen mit 26.383 m² und 36 Gärten auf 4.431 m², 1989/1990 gab es 39 Bauflächen. 1999/2000 war die Zahl der Bauflächen auf 72 angewachsen und 2009/2010 bestanden 48 Gebäude auf 98 Bauflächen.

## Bodennutzung
Die Katastralgemeinde ist landwirtschaftlich geprägt. 333 Hektar wurden zum Jahreswechsel 1979/1980 landwirtschaftlich genutzt und 49 Hektar waren forstwirtschaftlich geführte Waldflächen. 1999/2000 wurde auf 333 Hektar Landwirtschaft betrieben und 49 Hektar waren als forstwirtschaftlich genutzte Flächen ausgewiesen. Ende 2018 waren 323 Hektar als landwirtschaftliche Flächen genutzt und Forstwirtschaft wurde auf 49 Hektar betrieben. Die durchschnittliche Bodenklimazahl von Neuriegers beträgt 28,5 (Stand 2010).

## Persönlichkeiten
- Donat Johann Heißler von Heitersheim (1648–1696), Feldmarschall, begründete den Ort